# Pterogonium perpusillum
Pterogonium perpusillum là một loài Rêu trong họ Leucodontaceae. Loài này được De Not. mô tả khoa học đầu tiên năm 1838.